# Your Best Friend
Your Best Friend – trzydziesty siódmy singel japońskiej piosenkarki Mai Kuraki, wydany 19 października 2011 roku. Utwór tytułowy został wykorzystany jako 40 ending (odc. 629–643) anime Detektyw Conan. Singel osiągnął 6 pozycję w rankingu Oricon i pozostał na liście przez 10 tygodni, sprzedał się w nakładzie 24 647 egzemplarzy.

## Lista utworów
| CD  |                                   |                                 |                                 |                                 |      |
| Nr  | Tytuł                             | Słowa                           | Kompozycja                      | Aranżacja                       | Czas |
| 1.  | "Your Best Friend"                | Mai Kuraki, GIORGIO 13          | GIORGIO CANCEMI                 | GIORGIO CANCEMI                 | 5:52 |
| 2.  | "step by step"                    | Mai Kuraki, GIORGIO 13          | GIORGIO CANCEMI                 | GIORGIO CANCEMI                 | 4:58 |
| 3.  | "Your Best Friend -Instrumental-" |                                 | GIORGIO CANCEMI                 | GIORGIO CANCEMI                 | 5:52 |
| DVD |                                   |                                 |                                 |                                 |      |
| Nr  | Tytuł                             | Tytuł                           | Tytuł                           | Tytuł                           | Czas |
| 1.  | "Your Best Friend" (Music Clip)   | "Your Best Friend" (Music Clip) | "Your Best Friend" (Music Clip) | "Your Best Friend" (Music Clip) |      |

## Notowania
| Lista                                   | Pozycja |
| --------------------------------------- | ------- |
| Oricon Weekly Singles Chart             | 6       |
| Oricon Monthly Singles Chart            | 25      |
| Oricon Yearly Singles Chart             | 261     |
| Billboard Japan Hot 100                 | 10      |
| Billboard JAPAN HOT 100 Singles Sales   | 10      |
| Billboard JAPAN HOT 100 Airplay         | 21      |
| Billboard JAPAN HOT Animation           | 2       |
| Sound Scan                              | 15      |
| KEIYOGINKO POWER COUNTDOWN JAPAN HOT 30 | 6       |
| CDTV                                    | 7       |
| MUSIC STATION POWER RANKING             | 7       |
| FRIDAY SUPER COUNTDOWN 50               | 8       |
| radio3 SINGLE TOP 30                    | 8       |
| J-AC TOP40                              | 13      |
| RIAJ Music Distribution Pay Chart       | 11      |